# Miguel Bazzano
Miguel Daniel Bazzano Vázquez (22 novembre 1945) è un ex calciatore uruguaiano, di ruolo portiere.

## Carriera

### Club
Giocò nel campionato uruguaiano e ecuadoregno.

### Nazionale
Con la maglia della Nazionale fu protagonista nel Campeonato sudamericano del 1967, che annovera nel proprio palmarès.

## Palmarès

### Nazionale
- Campeonato Sudamericano de Football: 1

Uruguay 1967